# 米利諾基特 (緬因州)
米利諾基特（英語：Millinocket）是一個位於美國緬因州佩諾布斯科特縣的鎮。

## 人口
根據2020年美國人口普查的數據，米利諾基特的面積為47.19平方千米，當中陸地面積為41.31平方千米，而水域面積為5.88平方千米。當地共有人口4114人，而人口密度為每平方千米87人。